# Herbert Pepper

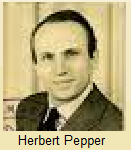
Pepper (1992)

Herbert Pepper (* 1912; † 2001) war ein französischer Musikethnologe und Komponist.
Pepper studierte bis 1941 am Conservatoire de Paris und heiratete Eliane Barat, die gleichfalls Absolventin des Conservatoire war. Er ging mit seiner Frau nach Ubangi-Schari, wo er in Zusammenarbeit mit Félix Éboué die Musik der indigenen Bevölkerung studierte. Er lernte Barthélemy Boganda kennen und vertonte dessen Gedicht La Renaissance als Nationalhymne der neu gegründeten Zentralafrikanischen Republik. Später komponierte er auch die Nationalhymne des Senegal, Pincez Tous vos Koras, Frappez les Balafons von Léopold Sédar Senghor.